# Aeroportul Yakushima
Aeroportul Yakushima (IATA: KUM, ICAO: RJFC) este un aeroport din Yakushima⁠(d), Kumage district⁠(d), Prefectura Kagoshima, Japonia ce deservește zona Yakushima. Aeroportul a fost tranzitat în 2023 de 197.145 de pasageri. A fost deschis în 1963 și numit după zona deservită.
Situat la o altitudine de 37 m, aeroportul dispune de o singură pistă.